# Vanità (singolo)
Vanità è il secondo singolo estratto dal decimo album di inediti della cantautrice italiana Giorgia, Oronero, in rotazione radiofonica dal 1º gennaio 2017 per l'etichetta discografica Microphonica distribuita dalla Sony.

## Pubblicazione
Il 9 dicembre 2016 la cantautrice romana invita i fan sui propri canali social a scegliere il secondo singolo tratto dall'album Oronero, indicando come scelte possibili tre brani: Scelgo ancora te, Posso farcela e Vanità.  Il 20 dicembre si chiude il sondaggio e il brano Vanità viene annunciato come secondo singolo estratto dall'album, in rotazione radiofonica dal 1º gennaio 2017.

## Descrizione
Sul brano, il suo significato e il tono della canzone, la cantautrice ha dichiarato: «è un pezzo di denuncia verso una società nella quale il giudizio prevale sul dialogo, ma anche un campanello d’allarme per un’umanità che sembra aver perso la propria rotta».

## Esibizioni dal vivo
L'8 febbraio 2017, durante la seconda serata del Festival di Sanremo 2017, e in qualità di super-ospite italiana, Giorgia si è esibita per la prima volta live sulle note del brano Vanità. Subito dopo ha cantato un medley dei suoi pezzi sanremesi più famosi: E poi, Come saprei e Di sole e d'azzurro.

## Il video
Il 25 gennaio 2017 viene mostrato in anteprima su Rai2, durante il TG2, il videoclip che accompagna l'uscita del singolo, girato dal regista Cosimo Alemà. Dal 26 gennaio il video di Vanità è disponibile sul canale Vevo della cantante.
Nei canali televisivi la canzone è arrivata al primo posto delle più trasmesse, nelle radio ha raggiunto il secondo posto tra le italiane ed il quinto in generale.

## Tracce
1. Vanità – 3:02 (Giorgia Todrani, Emma Rohan, Jez Ashurst)

## Classifiche
| Classifica (2017) | Posizione massima |
| ----------------- | ----------------- |
| Italia            | 48                |